# Sincil Bank
Il LNER Stadium è lo stadio del Lincoln City F.C.. Il club ha giocato in questo terreno dal 1894. In precedenza, John O'Gaunts ideò la sua costruzione dopo l'inizio dell'attività del club nel 1884. Ha una capacità complessiva di 10.127 ed è più colloquialmente noto agli appassionati come "The Bank".